# Lutherse kerk (Den Haag)
De Evangelische Lutherse kerk in Den Haag ligt aan de Lutherse Burgwal.
Waar de kerk staat, bevond zich sinds 1615 een schuilkerk. In de jaren 1620-1656 werden stukken grond rond dat gebouw opgekocht en zo ontstond een complex van een kerk met bijgebouwen.

## Kerkgebouw
In 1751 werd besloten een grotere kerk te bouwen. In 1757 schetste Pieter de Swart een voorgevel, samen met de Amsterdamse metselbaas Coenraad Hoeneker, die ook voor het interieur zorgde. In 1761 was de kerk klaar en op 13 december werd het kerkgebouw ingewijd.
Het is een zaalkerk met een bakstenen gevel in de classicistische stijl, zoals veel in Den Haag voorkomt. De voordeur is in het midden en heeft aan iedere kant een geblindeerd raam. Daarboven heeft de gevel drie hoge boogramen met kleine roedeverdeling. Op het dak staan 'zwaantjes' als windvanen, hetgeen gebruikelijk is bij Lutherse kerken.

## Interieur
- De kerkzaal is ongeveer 19 meter hoog.
- Beeldhouwer A.E. Franck heeft de beelden op het orgel gemaakt en ook de Hertogenbank en de preekstoel.
- De koperen kroonluchters uit 1911 zijn door koperslager Popken gemaakt, ze wegen samen ruim 200 kilo.

## Orgel

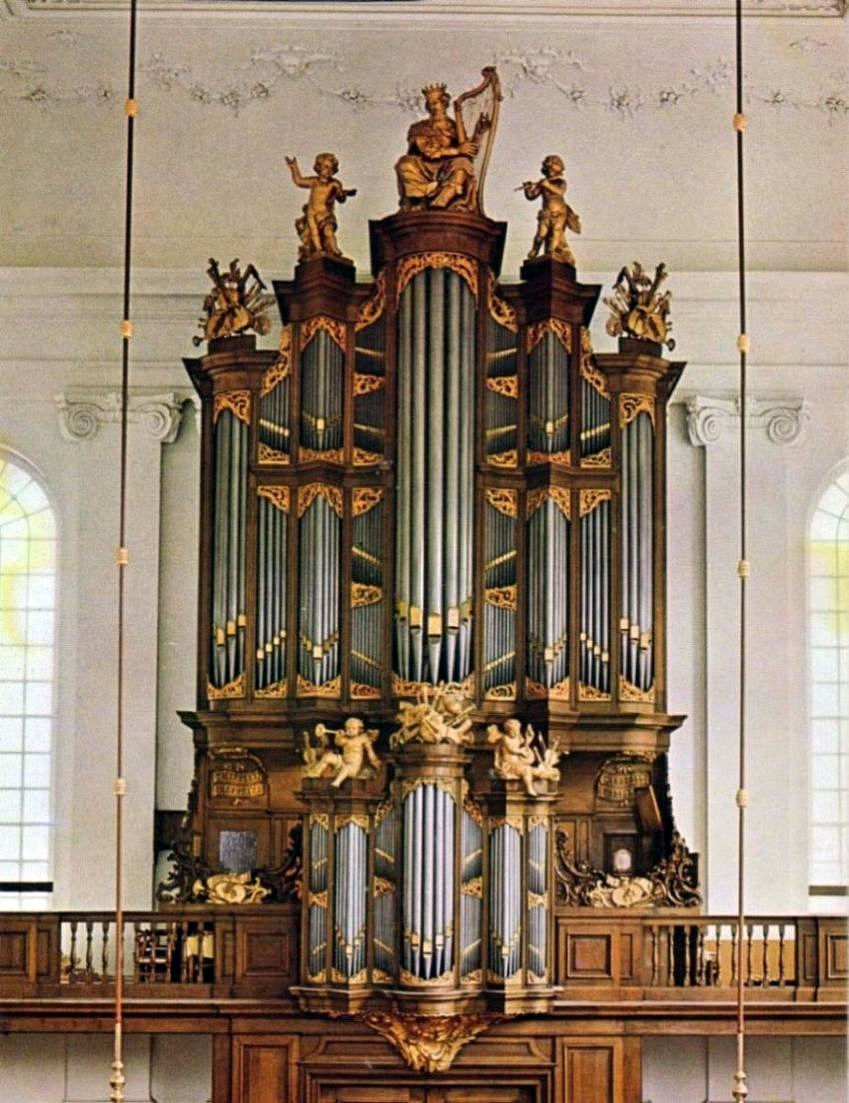
Bätz orgel

De oude schuilkerk had een orgel uit 1648 waarvan verondersteld wordt dat het door Hans Wolff Schonat gemaakt was. Het huidige orgel is in 1753 gemaakt door Johann Heinrich Hartmann Bätz uit Utrecht en eerst nog geplaatst in de schuilkerk, in de kas van het oude orgel. Tijdens de bouw van de nieuwe kerk is het gedemonteerd en opgeslagen. In 1824 en 1837 is het orgel gewijzigd en gerestaureerd door Jonathan Bätz, kleinzoon van de bouwer. Het orgel is in barokke stijl. Het werd in 2007 opnieuw gerestaureerd.
Tegenover dit grote orgel staat een klein, 18de-eeuws Italiaans orgel. Soms worden de twee orgels gelijktijdig bespeeld. Er worden regelmatig orgelconcerten gehouden. Vaste organist is sinds 2017 Sander van den Houten.